# Allobates insperatus
La rana saltarina de Santa Cecilia (Allobates insperatus) es una especie de anfibio anuro de la familia Aromobatidae.

## Distribución geográfica
Es endémica de la amazonia de Ecuador, en altitudes entre 200 y 570 m.